# Clima árido templado y frío
El clima árido templado y frío es un tipo de clima árido clasificado como BWk que se caracteriza por poseer una temperatura media anual inferior a los 18 °C y precipitaciones inferiores a 200 o 250 mm anuales aproximadamente. Es un tipo de clima que en realidad agrupa al clima árido templado, al de montaña, el continental, e incluso el árido alpino y el de tundra seca. Según la clasificación climática de Köppen, está definida como BWk, donde B=clima seco, W=desierto (del alemán Wüste) y k=frío (Kalt).
La vegetación varía desde el desierto al matorral xerófilo y la estepa. La estepa seca es de gramíneas y en la estepa arbustiva puede haber cactáceas, asteráceas y zigofiláceas. Este clima puede tener los siguientes subtipos

## Clima árido templado
Es un clima que normalmente no llega a la congelación y es intermedio entre el clima subtropical árido y los áridos propiamente fríos al ser un desierto. Es típico del desierto de Atacama. Pueden ser a su vez de dos tipos: 

### Clima árido templado de tierras bajas
Clima árido templado que Köppen llamó clima patagónico, el cual tiene marcada diferencia estacional en cuanto a su temperatura, con el mes cálido entre 11 y 22 °C, y el más frío entre 2 y 6 °C. Se extiende por latitudes medias, como sucede la Patagonia argentina, al sur de África y sur de Australia. También ha sido llamado clima turcomene, pues se presenta en la mayor parte de Turkmenistán y otros países cercanos a este. En este clima en invierno son comunes las heladas y nevadas, ejemplo Ciudad Juárez en invierno. 

### Clima árido templado de montaña
El clima árido de montaña, se extiende por latitudes subtropicales, hay menor oscilación térmica anual y el invierno puede ser mucho más seco que el verano por influencia monzónica, como por ejemplo en las sierras templadas de los Andes Centrales (clima BWkw); o al contrario, el verano puede ser más seco como en la cordillera del Atlas al norte de África (clima BWks).

## Clima árido frío

### Clima árido continental

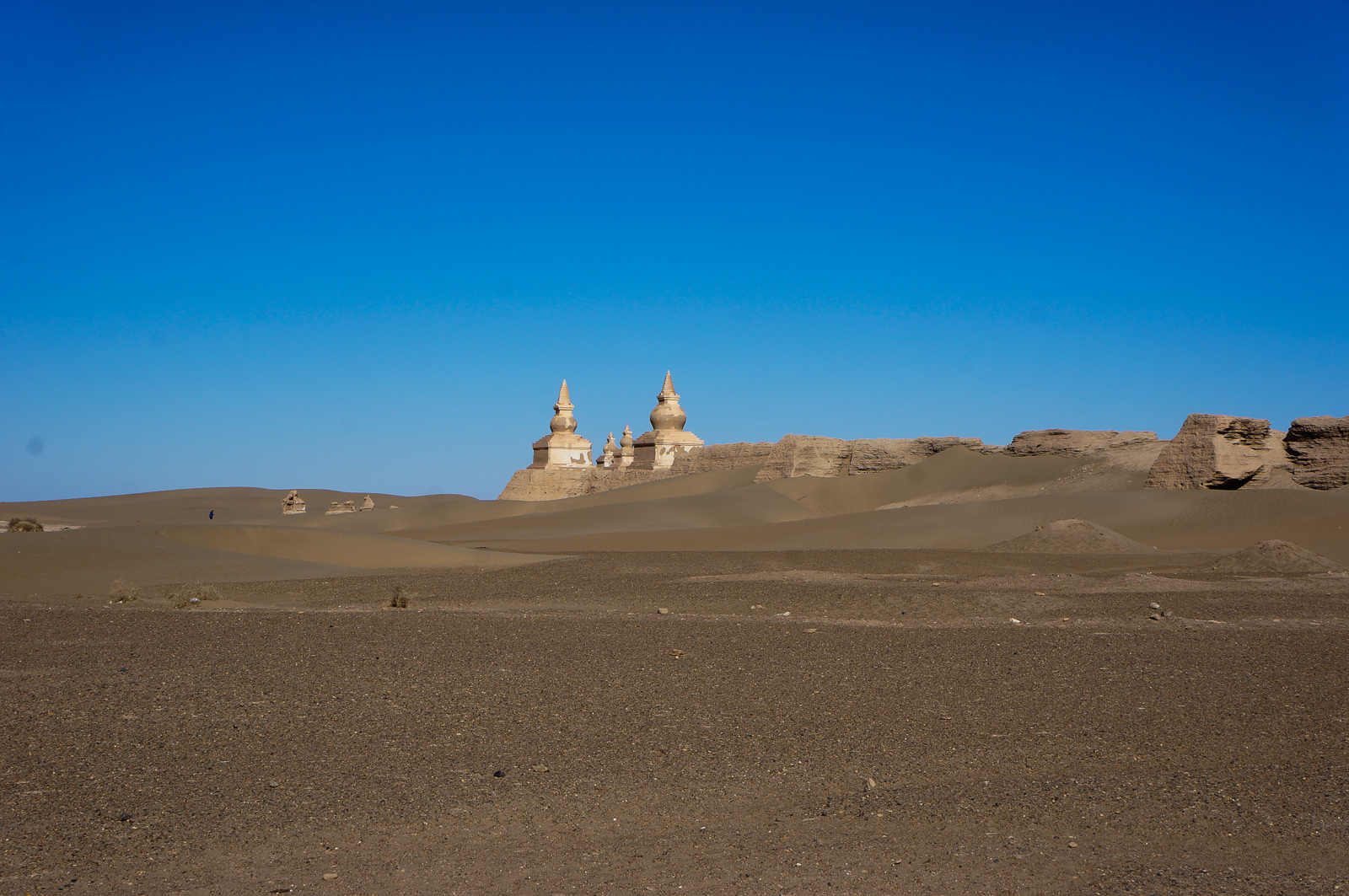
Las ruinas de la ciudad de Khara-Khoto en el desierto de Gobi tienen clima árido continental.

Propio de los desiertos continentales, que por la lejanía con la costa, las masas de aire marino húmedo llegan raramente y los inviernos son helados, aunque en verano las temperaturas pueden ser igual de extremas que en el clima desértico cálido. Se localizan en el hemisferio norte, en la región Intermontañosa del Oeste de Estados Unidos, las estepas de Asia Central y el desierto de Gobi, donde los continentes son más extensos que en el hemisferio sur. Las precipitaciones suelen producirse en verano, después de la desaparición de las altas presiones invernales. También ha sido llamado clima aralino, pues es típico de la región próxima al mar de Aral en Kazajistán.

### Clima árido alpino
Es el clima árido de alta montaña, donde ningún mes supera los 10 °C de temperatura media. Aunque no hay consenso entre los autores, ya que unos clasifican este clima como BWk (árido frío) y otros como ET (clima alpino), sin embargo, el sistema de Köppen-Geiger propone que se puede denominar EB. Es típico de la ecorregión de Puna desértica de los Andes Centrales, como la Puna de Atacama, donde las precipitaciones son menores de 100 mm.